# Andrea Øst Birkkjær
Andrea Alma Øst Birkkjær (født 6. marts 1992) er en  dansk  skuespiller. 
Andrea Alma Øst Birkkjær er datter af skuespillerne Tammi Øst og Michael Birkkjær. 
Hun blev uddannet som skuespiller fra Skuespillerskolen i Odense i 2020.

## Filmografi

### Film
| År   | Titel         | Rolle    | Noter |
| ---- | ------------- | -------- | ----- |
| 2020 | Madklubben    | Mathilde |       |
| 2021 | Venuseffekten | Katja    |       |

### TV-serier
| År        | Titel        | Rolle        | Noter                                        |
| --------- | ------------ | ------------ | -------------------------------------------- |
| 2013-2022 | Badehotellet | Kitty Hansen | S3E1 S3E2 S3E3 S3E4 S3E5 S3E6 S3E7 S4E4 S4E5 |